# Lutilabria lutilabrella
Lutilabria lutilabrella is een vlinder uit de familie tastermotten (Gelechiidae). De wetenschappelijke naam is voor het eerst geldig gepubliceerd in 1857 door Mann.
De soort komt voor in Europa.